# The Ballads
A The Ballads (2010-ben LoveSongs címmel is megjelent) Mariah Carey amerikai énekesnő tizenhatodik albuma és negyedik válogatásalbuma (a #1’s, a Greatest Hits és a The Remixes után). Világszerte 2008 végén, Észak-Amerikában 2009 januárjában jelent meg.
Az albumon Carey számos nagy sikerű száma szerepel főként azokból az időkből, amikor szerződése a később a Sony Musicba beolvadt Columbia Recordshoz kötötte; egy (a japán változaton két) dal pedig a Virgin Recordsnál megjelent egyetlen albumáról került fel a The Balladsra. Utolsó három, már az Island Recordsnál megjelent stúdióalbumáról (Charmbracelet, The Emancipation of Mimi, E=MC²) nem kerültek rá számok. Az album újonnan felvett dalokat nem tartalmaz. Tervezték a The Ballads deluxe kiadását is eddig még meg nem jelent remixekkel és koncertfelvételekkel.
Az Egyesült Királyságban 2010. február 8-án újra megjelent, LoveSongs címmel, ennek dallistája megegyezik a hongkongi és ausztrál kiadáséval, de nem szerepel rajta az All I Want for Christmas Is You.

## Promóció
2008 novemberében Carey előadta Hero című dalát a brit X Factor című tehetségkutató műsor döntőseivel. Ugyanezt a dalt adta elő Barack Obama elnök beiktatási ünnepségén 2009. január 20-án kedden Washingtonban. A Hero újra felvett változatához, mely az amerikai kiadáson szerepel, videóklip készült.

## Fogadtatása
A BlogCritics Magazine szerint: „Ez egy másfajta Mariah Carey-album. Gyorsabb és hiphop stílusú dalai nélkül az összhatás lágyabb, és kizárólag az énekesnő hangjára összpontosít, ami mindig is legnagyobb kincse volt.” Az AllMusic szerint: „Ez a The Ballads: semmi más, mint kitűnő szerelmes dalok kitűnő hangon.” A Billboard kritikája szerint az albumot minden bizonnyal a listán tartja, hogy közeledik a Valentin-nap, mert magától értetődő ajándéknak tűnik.

## Dallista

### Standard kiadás
| #   | Cím                                                        | Hossz |
| --- | ---------------------------------------------------------- | ----- |
| 1.  | Hero                                                       | 4:19  |
| 2.  | Vision of Love                                             | 3:31  |
| 3.  | Love Takes Time                                            | 3:49  |
| 4.  | Without You                                                | 3:34  |
| 5.  | The Roof                                                   | 5:14  |
| 6.  | Can’t Take That Away (Mariah’s Theme)                      | 4:32  |
| 7.  | Thank God I Found You (Make It Last Remix feat. Joe & Nas) | 5:09  |
| 8.  | When You Believe (Single Version feat. Whitney Houston)    | 4:31  |
| 9.  | One Sweet Day (feat. Boyz II Men)                          | 4:41  |
| 10. | Open Arms                                                  | 3:30  |
| 11. | Reflections (Care Enough)                                  | 3:23  |
| 12. | I’ll Be There (MTV Unplugged Version feat. Trey Lorenz)    | 4:43  |
| 13. | I Still Believe                                            | 3:54  |
| 14. | Against All Odds (Take a Look at Me Now) (feat. Westlife)  | 3:25  |
| 15. | Dreamlover                                                 | 3:53  |
| 16. | Endless Love (feat. Luther Vandross)                       | 4:18  |
| 17. | Never Too Far (Single Version)                             | 3:55  |
| 18. | All I Want for Christmas Is You                            | 4:01  |

### Japán kiadás
| #   | Cím                                                        | Hossz |
| --- | ---------------------------------------------------------- | ----- |
| 1.  | Hero                                                       | 4:19  |
| 2.  | One Sweet Day (feat. Boyz II Men)                          | 4:41  |
| 3.  | Endless Love (feat. Luther Vandross)                       | 4:18  |
| 4.  | Can’t Take That Away (Mariah’s Theme)                      | 4:32  |
| 5.  | Open Arms                                                  | 3:30  |
| 6.  | Reflections (Care Enough)                                  | 3:23  |
| 7.  | How Much (feat. Usher)                                     | 3:31  |
| 8.  | Butterfly                                                  | 4:35  |
| 9.  | Love Takes Time                                            | 3:49  |
| 10. | My All                                                     | 3:50  |
| 11. | Without You                                                | 3:34  |
| 12. | Always Be My Baby                                          | 4:18  |
| 13. | Vision of Love                                             | 3:31  |
| 14. | Can’t Let Go                                               | 4:27  |
| 15. | Anytime You Need a Friend                                  | 4:26  |
| 16. | Thank God I Found You (Make It Last Remix feat. Joe & Nas) | 5:09  |
| 17. | I’ll Be There (MTV Unplugged Version feat. Trey Lorenz)    | 4:43  |
| 18. | I Still Believe                                            | 3:54  |
| 19. | Never Too Far (Single Version)                             | 3:55  |
| 20. | All I Want for Christmas Is You                            | 4:01  |

### USA kiadás
Megjelent egy deluxe kiadása is, mely csak a Target üzleteiben volt kapható. Ehhez jár egy 3 milliliteres golyós dezodor, Mariah legújabb parfümje, a Luscious Pink.
| #   | Cím                                                                             | Hossz |
| --- | ------------------------------------------------------------------------------- | ----- |
| 1.  | Hero (2009 Version)                                                             | 4:20  |
| 2.  | One Sweet Day (feat. Boyz II Men)                                               | 4:41  |
| 3.  | Vision of Love                                                                  | 3:31  |
| 4.  | Without You                                                                     | 3:34  |
| 5.  | Can’t Let Go                                                                    | 4:27  |
| 6.  | Love Takes Time                                                                 | 3:49  |
| 7.  | I’ll Be There (MTV Unplugged Version feat. Trey Lorenz)                         | 4:43  |
| 8.  | Thank God I Found You (Make It Last Remix feat. Joe & Nas)                      | 5:09  |
| 9.  | Endless Love (feat. Luther Vandross)                                            | 4:18  |
| 10. | I Still Believe                                                                 | 3:54  |
| 11. | My All                                                                          | 3:50  |
| 12. | The Roof                                                                        | 5:14  |
| 13. | When You Believe (Single Version feat. Whitney Houston)                         | 4:31  |
| 14. | Anytime You Need a Friend                                                       | 4:26  |
| 15. | Always Be My Baby                                                               | 4:18  |
| 16. | Dreamlover                                                                      | 3:53  |
| 17. | How Much (feat. Usher)                                                          | 3:31  |
| 18. | Reflections (Care Enough)                                                       | 3:23  |
| 19. | The Roof (Mobb Deep Extended Version) (iTunes Bonus Track)                      | 5:30  |
| 20. | Always Be My Baby (Mr. Dupri Mix feat. Da Brat and Xscape) (iTunes Bonus Track) | 4:39  |

### Hongkongi és ausztrál kiadás
| #   | Cím                                                        | Hossz |
| --- | ---------------------------------------------------------- | ----- |
| 1.  | Hero                                                       | 4:19  |
| 2.  | Vision of Love                                             | 3:31  |
| 3.  | Without You                                                | 3:34  |
| 4.  | Always Be My Baby                                          | 4:18  |
| 5.  | My All                                                     | 3:50  |
| 6.  | How Much (feat. Usher)                                     | 3:31  |
| 7.  | Dreamlover                                                 | 3:53  |
| 8.  | Thank God I Found You (Make It Last Remix feat. Joe & Nas) | 5:09  |
| 9.  | The Roof                                                   | 5:14  |
| 10. | One Sweet Day (feat. Boyz II Men)                          | 4:41  |
| 11. | Anytime You Need a Friend                                  | 4:26  |
| 12. | I’ll Be There (MTV Unplugged Version feat. Trey Lorenz)    | 4:43  |
| 13. | I Still Believe                                            | 3:54  |
| 14. | Reflections (Care Enough)                                  | 3:23  |
| 15. | Open Arms                                                  | 3:30  |
| 16. | Against All Odds (Take a Look at Me Now) (feat. Westlife)  | 3:25  |
| 17. | Endless Love (feat. Luther Vandross)                       | 4:18  |
| 18. | All I Want for Christmas Is You                            | 4:01  |

## Megjelenési dátumok
- Olaszország: 2008. október 17.[14]
- Egyesült Királyság, Írország: 2008. október 20.[15]
- Dél-Korea, Argentína: 2008. október 21.[16]
- Hongkong: 2008. október 22.
- Németország: 2008. október 24.;[17] 2009. január 31. (Special Edition)[18]
- Ausztrália: 2008. november 3.[19] * Franciaország: 2008. november 17.[20]
- Japán: 2008. november 26.[21]
- Brazília: 2008. december 2.[22]
- Tajvan: 2008. december 30.[23]
- Kanada: 2009 január
- Portugália: 2009. január 19.[24]
- USA: 2009. január 20.[25]
- Spanyolország: 2009. február 3.[26]

## Helyezések
Az album a 17. helyen nyitott a brit albumslágerlistán és a következő héten a 16. helyig emelkedett, a 3. héten a 28. helyig esett, de a 4. héten, miután Carey fellépett a The X Factor vendégeként, az album a 13. helyre került. Tíz egymást követő hétig szerepelt a listán. A brit R&B-slágerlistán listavezető lett.
Írországban a 8. helyig jutott és 12 hétig volt a listán. Ausztráliában a 79. helyen nyitott, a tajvani slágerlistán a 15.-ön. Új-Zélandon, ahol három hétig szerepelt a listán, a 19. lett a legmagasabb helyezése. Japánban szintén a 19. helyig jutott.
Bár nem jelent meg minden európai országban, a Billboard European Albums Chart listáján elérte a 42. helyet.
Az amerikai Billboard 200 slágerlista 10. helyén nyitott az első héten elkelt 29 000 példánnyal. A listán azon a héten ez volt a legmagasabban nyitó album, Careynek pedig a negyedik válogatásalbuma, ami felkerült a listára a #1’s (#4 1998-ban), a Greatest Hits (#52 2001-ben) és a The Remixes (#26 2003-ban) után. A Billboard Top R&B/Hip-Hop Albums listáján a 7. helyen nyitott.
| Slágerlista (2008-2009)             | Legfelső helyezés | Minősítés  | Eladott példányszám |
| ----------------------------------- | ----------------- | ---------- | ------------------- |
| Ausztrál ARIA albumslágerlista      | 18                |            |                     |
| Brazil albumslágerlista             | 12                | Aranylemez | 30 000              |
| Brit albumslágerlista               | 13                | Aranylemez | 150 000+            |
| Brit albumslágerlista               | 1                 |            |                     |
| Európai albumslágerlista            | 8                 |            | 200 000+            |
| Görög nemzetközi albumslágerlista   | 21                |            |                     |
| Ír albumslágerlista                 | 8                 |            |                     |
| Japán Oricon albumslágerlista       | 11                |            | 50 000+             |
| Olasz albumslágerlista              | 13                |            |                     |
| Tajvani nemzetközi albumslágerlista | 1                 |            |                     |
| USA Billboard 200                   | 10                |            | 100 000             |
| USA Top R&B/Hip-Hop Albums          | 7                 |            | 100 000             |
| Új-zélandi albumslágerlista         | 19                |            |                     |